# Doru Pruteanu
Doru Pruteanu (n. 22 octombrie 1955 - d. 16 septembrie 2006, Iași) a fost scriitor, critic, eseist, animator science-fiction, profesor de limba română.

## Scrieri literare
Împreună cu Dan Merișca a scris povestirea Omul cel tăcut, inelul și fata blondă publicată în volumul „O antologie a literaturii de anticipație românești” (Editura Scrisul românesc, Craiova, 1983).
În antologia din 1986, Povestiri ciberrobotice, realizată de Alexandru Mironov și Mihai Bădescu, a publicat povestirea „Zodiac” în care s-a dovedit familiarizat cu informatica.
Doru Pruteanu a înființat în 2000 „Autobuzul pentru acțiune socio-culturală” – (BAC). Acest proiect a avut ca scop principal creșterea cantitativă și calitativă a activității de tineret în comunitățile mici. 
În anul 2002 acest proiect a continuat cu un altul „Structura de sprijin pentru grupurile locale de tineret” prin intermediul unei celule pedagogice și a centrelor de tineret (LYWG). Astfel au luat ființă Grupurile Locale de Tineret în întreaga țară. 
S-a dedicat acestor proiecte, a fost alături de mulți tineri dornici de afirmare. A fost cel care a avut inițiativa desfășurării Zilei Comune de Activitate (ZCA). 
A murit în 16 septembrie 2006. În memoria lui, AGLT a hotărât ca această activitate – ZCA - să se desfășoare în fiecare an în 22 octombrie când ar fi sărbătorit ziua de naștere. 